# Alan Cottrell
Sir Alan Howard Cottrell (* 17. Juli 1919 in Birmingham, Warwickshire, heute West Midlands; † 15. Februar 2012 in Cambridge, Cambridgeshire) war ein britischer Metallurge und Physiker.

## Leben und Wirken
Cottrell studierte an der University of Birmingham und wurde dort 1942 promoviert.
Es war von 1958 bis 1965 Goldsmiths’ professor of metallurgy an der Universität Cambridge und Mitglied („Fellow“) des Christ’s College. Anschließend arbeitete er in verschiedenen Tätigkeiten für die Regierung, schließlich von 1971 bis 1974 als Chief Scientific Adviser. Er war von 1973 bis 1986 Master of Jesus College, Cambridge und von 1977 bis 1979 Vizekanzler der Universität Cambridge.
Cottrell wurde 1955 zum Fellow of the Royal Society gewählt, 1960 in die American Academy of Arts and Sciences, 1972 in die National Academy of Sciences und 1991 in die Academia Europaea. 1961 wurde er mit der Hughes Medal und 1996 mit der Copley Medal und dem Von Hippel Award ausgezeichnet. 1971 wurde er zum Knight Bachelor geschlagen.

## Werke
- Theoretical Structural Metallurgy (1948)
- Dislocations and Plastic Flows in Crystals (1953)
- Superconductivity (1964)
- An Introduction to Metallurgy (1967)
- Portrait of Nature : the world as seen by modern science (1975)
- How Safe is Nuclear Energy? (1982)
- Concepts in the Electron Theory of Alloys (1998)